# Tournoi européen de France de rugby à sept 2015
Navigation
2014 2017
Le tournoi européen de France de rugby à sept 2015 est la deuxième étape des Seven's Grand Prix Series 2015.

## Résultats

### Poule A
| Équipes  | J | G | N | P | PM | PE | +/− | Pts |
| -------- | - | - | - | - | -- | -- | --- | --- |
| France   | 3 | 3 | 0 | 0 | 78 | 19 | +61 | 9   |
| Italie   | 3 | 2 | 0 | 1 | 36 | 31 | +5  | 7   |
| Portugal | 3 | 1 | 0 | 2 | 48 | 41 | +7  | 5   |
| Géorgie  | 3 | 0 | 0 | 3 | 12 | 83 | -73 | 3   |

| 13 juin 2015 10:00 | France  | 21 - 0 | Italie | Matmut Stadium, Lyon |
| 13 juin 2015 10:00 | Rapport |        |        | Matmut Stadium, Lyon |
| 13 juin 2015 10:00 |         |        |        | Matmut Stadium, Lyon |

| 13 juin 2015 11:06 | Portugal | 26-5 | Géorgie | Matmut Stadium, Lyon |
| 13 juin 2015 11:06 | Rapport  |      |         | Matmut Stadium, Lyon |
| 13 juin 2015 11:06 |          |      |         | Matmut Stadium, Lyon |

| 13 juin 2015 13:00 | France  | 38 - 7 | Géorgie | Matmut Stadium, Lyon |
| 13 juin 2015 13:00 | Rapport |        |         | Matmut Stadium, Lyon |
| 13 juin 2015 13:00 |         |        |         | Matmut Stadium, Lyon |

| 13 juin 2015 14:06 | Portugal | 10-17 | Italie | Matmut Stadium, Lyon |
| 13 juin 2015 14:06 | Rapport  |       |        | Matmut Stadium, Lyon |
| 13 juin 2015 14:06 |          |       |        | Matmut Stadium, Lyon |

| 13 juin 2015 16:00 | Géorgie | 0-19 | Italie | Matmut Stadium, Lyon |
| 13 juin 2015 16:00 | Rapport |      |        | Matmut Stadium, Lyon |
| 13 juin 2015 16:00 |         |      |        | Matmut Stadium, Lyon |

| 13 juin 2015 17:06 | France  | 19-12 | Portugal | Matmut Stadium, Lyon |
| 13 juin 2015 17:06 | Rapport |       |          | Matmut Stadium, Lyon |
| 13 juin 2015 17:06 |         |       |          | Matmut Stadium, Lyon |

### Poule B
| Équipes        | J | G | N | P | PM | PE  | +/− | Pts |
| -------------- | - | - | - | - | -- | --- | --- | --- |
| Belgique       | 3 | 2 | 1 | 0 | 83 | 52  | +31 | 8   |
| Russie         | 3 | 2 | 0 | 1 | 98 | 45  | +53 | 7   |
| Angleterre     | 3 | 1 | 1 | 1 | 57 | 48  | +9  | 6   |
| Pays de Galles | 3 | 0 | 0 | 3 | 19 | 112 | -93 | 3   |

| 13 juin 2015 10:22 | Russie  | 19-24 | Belgique | Matmut Stadium, Lyon |
| 13 juin 2015 10:22 | Rapport |       |          | Matmut Stadium, Lyon |
| 13 juin 2015 10:22 |         |       |          | Matmut Stadium, Lyon |

| 13 juin 2015 11:28 | Angleterre | 17-5 | Pays de Galles | Matmut Stadium, Lyon |
| 13 juin 2015 11:28 | Rapport    |      |                | Matmut Stadium, Lyon |
| 13 juin 2015 11:28 |            |      |                | Matmut Stadium, Lyon |

| 13 juin 2015 13:22 | Russie  | 55-0 | Pays de Galles | Matmut Stadium, Lyon |
| 13 juin 2015 13:22 | Rapport |      |                | Matmut Stadium, Lyon |
| 13 juin 2015 13:22 |         |      |                | Matmut Stadium, Lyon |

| 13 juin 2015 14:28 | Angleterre | 19-19 | Belgique | Matmut Stadium, Lyon |
| 13 juin 2015 14:28 | Rapport    |       |          | Matmut Stadium, Lyon |
| 13 juin 2015 14:28 |            |       |          | Matmut Stadium, Lyon |

| 13 juin 2015 16:22 | Pays de Galles | 14-40 | Belgique | Matmut Stadium, Lyon |
| 13 juin 2015 16:22 | Rapport        |       |          | Matmut Stadium, Lyon |
| 13 juin 2015 16:22 |                |       |          | Matmut Stadium, Lyon |

| 13 juin 2015 17:28 | Russie  | 24-21 | Angleterre | Matmut Stadium, Lyon |
| 13 juin 2015 17:28 | Rapport |       |            | Matmut Stadium, Lyon |
| 13 juin 2015 17:28 |         |       |            | Matmut Stadium, Lyon |

### Poule C
| Équipes   | J | G | N | P | PM | PE | +/− | Pts |
| --------- | - | - | - | - | -- | -- | --- | --- |
| Espagne   | 3 | 3 | 0 | 0 | 78 | 19 | +59 | 9   |
| Allemagne | 3 | 2 | 0 | 1 | 63 | 48 | +15 | 7   |
| Lituanie  | 3 | 1 | 0 | 2 | 48 | 80 | -32 | 5   |
| Roumanie  | 3 | 0 | 0 | 3 | 36 | 78 | -42 | 3   |

| 13 juin 2015 10:44 | Espagne | 19-5 | Roumanie | Matmut Stadium, Lyon |
| 13 juin 2015 10:44 | Rapport |      |          | Matmut Stadium, Lyon |
| 13 juin 2015 10:44 |         |      |          | Matmut Stadium, Lyon |

| 13 juin 2015 11:50 | Allemagne | 28-10 | Lituanie | Matmut Stadium, Lyon |
| 13 juin 2015 11:50 | Rapport   |       |          | Matmut Stadium, Lyon |
| 13 juin 2015 11:50 |           |       |          | Matmut Stadium, Lyon |

| 13 juin 2015 13:44 | Espagne | 33-7 | Lituanie | Matmut Stadium, Lyon |
| 13 juin 2015 13:44 | Rapport |      |          | Matmut Stadium, Lyon |
| 13 juin 2015 13:44 |         |      |          | Matmut Stadium, Lyon |

| 13 juin 2015 14:50 | Allemagne | 28-12 | Roumanie | Matmut Stadium, Lyon |
| 13 juin 2015 14:50 | Rapport   |       |          | Matmut Stadium, Lyon |
| 13 juin 2015 14:50 |           |       |          | Matmut Stadium, Lyon |

| 13 juin 2015 16:44 | Lituanie | 31-19 | Roumanie | Matmut Stadium, Lyon |
| 13 juin 2015 16:44 | Rapport  |       |          | Matmut Stadium, Lyon |
| 13 juin 2015 16:44 |          |       |          | Matmut Stadium, Lyon |

| 13 juin 2015 17:50 | Espagne | 26-7 | Allemagne | Matmut Stadium, Lyon |
| 13 juin 2015 17:50 | Rapport |      |           | Matmut Stadium, Lyon |
| 13 juin 2015 17:50 |         |      |           | Matmut Stadium, Lyon |

### Cup
|  | Quarts de finale                        | Quarts de finale                        |                                         |                                         | Demi-finales                            | Demi-finales                            |    |  | Finale                                  | Finale                                  |
|  | Quarts de finale                        | Quarts de finale                        |                                         |                                         | Demi-finales                            | Demi-finales                            |    |  | Finale                                  | Finale                                  |
|  |                                         |                                         |                                         |                                         |                                         |                                         |    |  |                                         |                                         |
|  | 14 juin à 10h00 au Matmut Stadium, Lyon | 14 juin à 10h00 au Matmut Stadium, Lyon |                                         |                                         | 14 juin à 13h56 au Matmut Stadium, Lyon | 14 juin à 13h56 au Matmut Stadium, Lyon |    |  | 14 juin à 17h05 au Matmut Stadium, Lyon | 14 juin à 17h05 au Matmut Stadium, Lyon |
|  | 14 juin à 10h00 au Matmut Stadium, Lyon | 14 juin à 10h00 au Matmut Stadium, Lyon |                                         |                                         | 14 juin à 13h56 au Matmut Stadium, Lyon | 14 juin à 13h56 au Matmut Stadium, Lyon |    |  | 14 juin à 17h05 au Matmut Stadium, Lyon | 14 juin à 17h05 au Matmut Stadium, Lyon |
|  | France                                  | 40                                      |                                         |                                         | 14 juin à 13h56 au Matmut Stadium, Lyon | 14 juin à 13h56 au Matmut Stadium, Lyon |    |  | 14 juin à 17h05 au Matmut Stadium, Lyon | 14 juin à 17h05 au Matmut Stadium, Lyon |
|  | France                                  | 40                                      |                                         |                                         | 14 juin à 13h56 au Matmut Stadium, Lyon | 14 juin à 13h56 au Matmut Stadium, Lyon |    |  | 14 juin à 17h05 au Matmut Stadium, Lyon | 14 juin à 17h05 au Matmut Stadium, Lyon |
|  | Portugal                                | 7                                       |                                         |                                         | 14 juin à 13h56 au Matmut Stadium, Lyon | 14 juin à 13h56 au Matmut Stadium, Lyon |    |  | 14 juin à 17h05 au Matmut Stadium, Lyon | 14 juin à 17h05 au Matmut Stadium, Lyon |
|  | Portugal                                | 7                                       | France                                  | 28                                      |                                         |                                         |    |  | 14 juin à 17h05 au Matmut Stadium, Lyon | 14 juin à 17h05 au Matmut Stadium, Lyon |
|  | 14 juin à 11h06 au Matmut Stadium, Lyon |                                         | France                                  | 28                                      |                                         |                                         |    |  | 14 juin à 17h05 au Matmut Stadium, Lyon | 14 juin à 17h05 au Matmut Stadium, Lyon |
|  |                                         | Allemagne                               | 14                                      |                                         |                                         |                                         |    |  | 14 juin à 17h05 au Matmut Stadium, Lyon | 14 juin à 17h05 au Matmut Stadium, Lyon |
|  | Russie                                  | Allemagne                               | 14                                      | 10                                      |                                         |                                         |    |  | 14 juin à 17h05 au Matmut Stadium, Lyon | 14 juin à 17h05 au Matmut Stadium, Lyon |
|  | Russie                                  |                                         |                                         | 10                                      |                                         |                                         |    |  | 14 juin à 17h05 au Matmut Stadium, Lyon | 14 juin à 17h05 au Matmut Stadium, Lyon |
|  | Allemagne                               | 17                                      |                                         |                                         |                                         |                                         |    |  | 14 juin à 17h05 au Matmut Stadium, Lyon | 14 juin à 17h05 au Matmut Stadium, Lyon |
|  | Allemagne                               | 17                                      | France                                  | 20                                      |                                         |                                         |    |  |                                         |                                         |
|  | 14 juin à 10h44 au Matmut Stadium, Lyon |                                         | France                                  | 20                                      |                                         |                                         |    |  |                                         |                                         |
|  |                                         | Espagne                                 | 7                                       |                                         |                                         |                                         |    |  |                                         |                                         |
|  | Belgique                                | Espagne                                 | 7                                       | 12                                      |                                         |                                         |    |  |                                         |                                         |
|  | Belgique                                | 14 juin à 14h18 au Matmut Stadium, Lyon |                                         | 12                                      |                                         |                                         |    |  |                                         |                                         |
|  | Italie                                  | 0                                       |                                         |                                         |                                         |                                         |    |  |                                         |                                         |
|  | Italie                                  | 0                                       | Belgique                                | 5                                       |                                         |                                         |    |  |                                         |                                         |
|  | 14 juin à 10h22 au Matmut Stadium, Lyon | 14 juin à 10h22 au Matmut Stadium, Lyon | Belgique                                | 5                                       | Match pour la 3e place                  | Match pour la 3e place                  |    |  |                                         |                                         |
|  | 14 juin à 10h22 au Matmut Stadium, Lyon | 14 juin à 10h22 au Matmut Stadium, Lyon |                                         | Espagne                                 | Match pour la 3e place                  | Match pour la 3e place                  | 24 |  |                                         |                                         |
|  | Espagne                                 | 26                                      | 14 juin à 16h43 au Matmut Stadium, Lyon | 14 juin à 16h43 au Matmut Stadium, Lyon |                                         |                                         | 24 |  |                                         |                                         |
|  | Espagne                                 | 26                                      | 14 juin à 16h43 au Matmut Stadium, Lyon | 14 juin à 16h43 au Matmut Stadium, Lyon |                                         |                                         |    |  |                                         |                                         |
|  | Angleterre                              | 5                                       |                                         | Allemagne                               | 21                                      |                                         |    |  |                                         |                                         |
|  | Angleterre                              | 5                                       |                                         | Allemagne                               | 21                                      |                                         |    |  |                                         |                                         |
|  |                                         |                                         |                                         |                                         |                                         |                                         |    |  | Belgique                                | 26                                      |
|  |                                         |                                         |                                         |                                         |                                         |                                         |    |  | Belgique                                | 26                                      |

### Plate
|  | Demi-finales                            | Demi-finales                            |          |    | 5e place                                | 5e place                                |
|  | Demi-finales                            | Demi-finales                            |          |    | 5e place                                | 5e place                                |
|  |                                         |                                         |          |    |                                         |                                         |
|  | 14 juin à 13h12 au Matmut Stadium, Lyon | 14 juin à 13h12 au Matmut Stadium, Lyon |          |    | 14 juin à 15h54 au Matmut Stadium, Lyon | 14 juin à 15h54 au Matmut Stadium, Lyon |
|  | 14 juin à 13h12 au Matmut Stadium, Lyon | 14 juin à 13h12 au Matmut Stadium, Lyon |          |    | 14 juin à 15h54 au Matmut Stadium, Lyon | 14 juin à 15h54 au Matmut Stadium, Lyon |
|  | Portugal                                | 10                                      |          |    | 14 juin à 15h54 au Matmut Stadium, Lyon | 14 juin à 15h54 au Matmut Stadium, Lyon |
|  | Portugal                                | 10                                      |          |    | 14 juin à 15h54 au Matmut Stadium, Lyon | 14 juin à 15h54 au Matmut Stadium, Lyon |
|  | Russie                                  | 17                                      |          |    | 14 juin à 15h54 au Matmut Stadium, Lyon | 14 juin à 15h54 au Matmut Stadium, Lyon |
|  | Russie                                  | 17                                      | Russie   | 14 |                                         |                                         |
|  | 14 juin à 13h34 au Matmut Stadium, Lyon |                                         | Russie   | 14 |                                         |                                         |
|  |                                         | Angleterre                              | 26       |    |                                         |                                         |
|  | Angleterre                              | Angleterre                              | 26       | 26 |                                         |                                         |
|  | Angleterre                              |                                         |          | 26 |                                         |                                         |
|  | Italie                                  | 0                                       |          |    |                                         |                                         |
|  | Italie                                  | 0                                       | 7e place |    |                                         |                                         |
|  |                                         |                                         |          |    |                                         |                                         |
|  | 14 juin à 16h16 au Matmut Stadium, Lyon |                                         |          |    |                                         |                                         |
|  |                                         |                                         |          |    |                                         |                                         |
|  | Portugal                                | 21                                      |          |    |                                         |                                         |
|  | Portugal                                | 21                                      |          |    |                                         |                                         |
|  | Italie                                  | 5                                       |          |    |                                         |                                         |
|  | Italie                                  | 5                                       |          |    |                                         |                                         |

### Bowl
|  | Demi-finales                            | Demi-finales                            |           |    | 9e place                                | 9e place                                |
|  | Demi-finales                            | Demi-finales                            |           |    | 9e place                                | 9e place                                |
|  |                                         |                                         |           |    |                                         |                                         |
|  | 14 juin à 11h28 au Matmut Stadium, Lyon | 14 juin à 11h28 au Matmut Stadium, Lyon |           |    | 14 juin à 14h40 au Matmut Stadium, Lyon | 14 juin à 14h40 au Matmut Stadium, Lyon |
|  | 14 juin à 11h28 au Matmut Stadium, Lyon | 14 juin à 11h28 au Matmut Stadium, Lyon |           |    | 14 juin à 14h40 au Matmut Stadium, Lyon | 14 juin à 14h40 au Matmut Stadium, Lyon |
|  | Lituanie                                | 31                                      |           |    | 14 juin à 14h40 au Matmut Stadium, Lyon | 14 juin à 14h40 au Matmut Stadium, Lyon |
|  | Lituanie                                | 31                                      |           |    | 14 juin à 14h40 au Matmut Stadium, Lyon | 14 juin à 14h40 au Matmut Stadium, Lyon |
|  | Pays de Galles                          | 5                                       |           |    | 14 juin à 14h40 au Matmut Stadium, Lyon | 14 juin à 14h40 au Matmut Stadium, Lyon |
|  | Pays de Galles                          | 5                                       | Lituanie  | 17 |                                         |                                         |
|  | 14 juin à 11h44 au Matmut Stadium, Lyon |                                         | Lituanie  | 17 |                                         |                                         |
|  |                                         | Géorgie                                 | 20        |    |                                         |                                         |
|  | Roumanie                                | Géorgie                                 | 20        | 7  |                                         |                                         |
|  | Roumanie                                |                                         |           | 7  |                                         |                                         |
|  | Géorgie                                 | 12                                      |           |    |                                         |                                         |
|  | Géorgie                                 | 12                                      | 11e place |    |                                         |                                         |
|  |                                         |                                         |           |    |                                         |                                         |
|  | 14 juin à 15h06 au Matmut Stadium, Lyon |                                         |           |    |                                         |                                         |
|  |                                         |                                         |           |    |                                         |                                         |
|  | Pays de Galles                          | 36                                      |           |    |                                         |                                         |
|  | Pays de Galles                          | 36                                      |           |    |                                         |                                         |
|  | Roumanie                                | 7                                       |           |    |                                         |                                         |
|  | Roumanie                                | 7                                       |           |    |                                         |                                         |

La France remporte cette deuxième étape en battant l'Espagne en finale sur le score de 20 à 7.